# Subbiano
Subbiano é uma comuna italiana da região da Toscana, província de Arezzo, com cerca de 5 485 habitantes. Estende-se por uma área de 78 km², tendo uma densidade populacional de 70 hab/km². Faz fronteira com Anghiari, Arezzo, Capolona, Caprese Michelangelo, Castel Focognano, Chitignano, Chiusi della Verna.

## Demografia
| Variação demográfica do município entre 1861 e 2011                               |
|                                                                                   |
| Fonte: Istituto Nazionale di Statistica (ISTAT) - Elaboração gráfica da Wikipedia |